# شبرا الخیمه
شهر شبرا الخیمه (به عربی: شبرا الخیمة) در استان قلیوبیه در کشور مصر واقع شده‌است. جمعیت این شهر ۱٫۰۴۵٫۳۷۰ نفر است.